# Immendingen
Immendingen ist eine Gemeinde im Landkreis Tuttlingen in Baden-Württemberg. Nach Fläche ist sie die zweit-, nach Einwohnern die fünftgrößte Gemeinde des Landkreises.

Immendingen im Winter: Ansicht auf das Obere Schloss und die kath. Kirche St. Peter und Paul

## Geographie

### Geographische Lage
Immendingen liegt an der Oberen Donau auf der Baaralb. Auf dem Gemeindegebiet befinden sich Versinkungsstellen der Donauversinkung (in Immendingen hat sich der Name „Donauversinkung“ durchgesetzt; in Möhringen an der Donau wird von der „Donauversickerung“ gesprochen).
Mit dem Höwenegg beginnt auf dem Gebiet von Immendingen die Reihe der Hegauvulkane. Dort wurden unter anderem Säbelzahntiger, Antilopen sowie eines der wenigen gut erhaltenen Urpferde ausgegraben. Im Heimatmuseum in Immendingen findet man Exponate der verschiedenen Ausgrabungen. Den Funden wurde im Naturkundemuseum in Karlsruhe ein eigener Saal, der Höweneggsaal, gewidmet.

### Nachbargemeinden
Die Gemeinde grenzt im Norden an Talheim, im Osten an die Kreisstadt Tuttlingen, im Südosten an Emmingen-Liptingen, im Süden an Engen im Landkreis Konstanz und im Westen an die Stadt Geisingen sowie die Stadt Bad Dürrheim im Schwarzwald-Baar-Kreis.

### Gemeindegliederung
Zur Gemeinde Immendingen mit den früher selbständigen Gemeinden Hattingen, Hintschingen, Ippingen, Mauenheim und Zimmern gehören 22 Dörfer, Weiler, Höfe und Häuser.
Zur ehemaligen Gemeinde Hattingen gehören das Dorf Hattingen, die Höfe Haslerhof, Riedhof, Windegg und die Häuser Bahnhof Hattingen und Witthoh. Zur ehemaligen Gemeinde Hintschingen gehören das Dorf Hintschingen und das Gehöft Eschentalerhof. Zur Gemeinde Immendingen in den Grenzen vor der Gemeindereform in den 1970er Jahren gehören das Dorf Immendingen, der Gemeindeteil Bachzimmern und die Häuser Gundelhof-Höwenegg. Zur ehemaligen Gemeinde Ippingen gehören das Dorf Ippingen und die Häuser Ippinger Mühle und Schmelzlehäusle. Zur ehemaligen Gemeinde Mauenheim gehören das Dorf Mauenheim und die Höfe Büchlehof und Daxmühle. Zur ehemaligen Gemeinde Zimmern gehören das Dorf Zimmern, die Zinken Amtenhausen und Talhof und das Haus Säge.
Im Gebiet der ehemaligen Gemeinde Hattingen liegen die abgegangenen Ortschaften Brunnenhof und Gereut.

### Schutzgebiete
In Immendingen liegen die Naturschutzgebiete Schopfeln-Rehletal, Stäudlin-Hornenberg, Mühlebol-Wolfental, Albtrauf Baar und Höwenegg sowie das Landschaftsschutzgebiet Hegau.
Darüber hinaus hat die Gemeinde Anteil an den vier FFH-Gebieten Hegaualb und Nördliche Baaralb und Donau bei Immendingen. Nordwestlich von Mauenheim liegt das Vogelschutzgebiet Höwenegg. Im Westen hat die Gemeinde außerdem einen kleinen Anteil am Vogelschutzgebiet Baar. Immendingen liegt zudem im Naturpark Obere Donau.

## Geschichte
Die erste urkundliche Erwähnung Immendingens geht auf das Jahr 1101 zurück. Wissenschaftliche Untersuchungen ergaben, dass die Gemarkung schon um das Jahr 1500 v. Chr. besiedelt war.
Immendingen entstand am Kreuzungspunkt uralter Handelsstraßen. Die Ortsnamenendung -ingen lässt darauf schließen, dass die Siedlung alemannischen Ursprungs ist. Der Name geht auf einen alemannischen Stammesvater zurück, der sich mit seiner Sippe im Talgrund der Donau niederließ.

### Altertum
Verschiedene Funde bezeugen, dass Immendingen schon wesentlich vor seiner urkundlichen Erwähnung im Jahre 1101 besiedelt war. Von großer Bedeutung sind in diesem Zusammenhang die 1905 gefundenen 55 römischen Münzen. Sie wurden in London und Trier geprägt und zeigen Kaiserbilder von Trajan, Decius und Konstantin.

### Mittelalter
In der Karolingerzeit gehörte der Ort mit dem Aitrachtal zum Hegau und wurde im 12. Jahrhundert der Baar zugeordnet. Ursprünglich im Besitz der Grafen von Zollern ging das Gebiet schließlich an die Zähringer über. Die höhere Gerichtsbarkeit besaßen die Landgrafen der Baar. Im Jahre 1250 übernahmen sie die Grafen von Fürstenberg. Über viele Jahrhunderte prägten die Ortsherren das Leben des Dorfes. Bedeutende Geschlechter der Ortsherren waren auf der Oberen Burg die Herren von Schreckenstein und auf der Unteren Burg die Herren von Reischach.
Immendingen wurde im Jahre 1444 im Reichskrieg gegen die eidgenössischen Bauern schwer in Mitleidenschaft gezogen und im Bauernkrieg 1524 mit harten Strafen belegt.

### Ehemalige Burgen
Auf dem Gemeindegebiet befanden sich die Burg Darrendobel, die Burg Immendingen, die Burg Höwenegg, die Heidenburg sowie die Burg Amtenhausen (auch Burg Zimmern genannt).

### Neuere Zeit
Schon im Mittelalter entdeckte man auf der Gemarkung Bohnerz. Zu Beginn des 17. Jahrhunderts ließen die Grafen von Fürstenberg ein Schmelzwerk zu dessen Verhüttung auf der Gemarkung Ippingen errichten.
Der Dreißigjährige Krieg hatte bis 1632 die Gegend verschont. Die folgenden Kriegsjahre brachten durch Plünderung, Brandschatzung, Hunger und Pest Schrecken und Unglück über die Bevölkerung. Als der Krieg zu Ende war, kostete es viel Mühe, die Armut zu mildern. Doch die Not hörte nicht auf. Unter den Eroberungskriegen Ludwigs XIV. litt Immendingen erheblich. Die ständigen Truppendurchzüge der Napoleonischen Heere verursachten tiefe Verschuldung.

### Badische Zeit (ab 1806)
1806 wurden die Reichsritterschaft und die Rechte der Ortsherrschaft aufgehoben und die Gemeinde dem Großherzogtum Baden zugeteilt.
1807 ging das Obere Schloss durch Kauf an das Haus Fürstenberg über. Im Jahr 1812 entschloss sich das Haus Fürstenberg, ein neues Schmelzwerk, die Amalienhütte, in Bachzimmern zu erbauen. Bereits 1835 wurde im Oberen Schloss die erste Maschinenfabrik Badens eingerichtet. Jahre später verlegte man sie in das Untere Schloss. Durch den Bau der Eisenbahn im 19. Jahrhundert erfuhr das Wirtschaftsleben eine deutliche Belebung. 1867 konnte die Strecke Donaueschingen–Immendingen dem Verkehr übergeben werden. Drei Jahre später erreichte die Bahnstrecke Plochingen–Immendingen den Ort, Immendingen wurde damit zum Trennungsbahnhof. Anknüpfend an die jahrzehntelange Eisenbahngeschichte erhielt Immendingen im Jahr 2003 die Betriebsleitung und Betriebswerkstätte für den Ringzug.
Die zwei Weltkriege hatte Rückschläge und verheerende Auswirkungen zur Folge. Die letzten Kriegstage 1945 brachten die Front mit all ihren Schrecken und Problemen in die Gemeinde.

### Nachkriegszeit
Nach dem Zweiten Weltkrieg fiel Immendingen in die Französische Besatzungszone und kam somit zum südlichen Nachkriegsland Baden, das 1952 als Regierungsbezirk Südbaden im Land Baden-Württemberg aufging.
Nach Kriegsende mussten die Gemeinde und ihre Bürger beachtliche Leistungen vollbringen, um die Schäden des Krieges zu beseitigen und für die Bevölkerung Wohnraum und Arbeitsmöglichkeiten zu schaffen. Durch die rege Bautätigkeit stieg die Einwohnerzahl stark an. Zahlreiche Flüchtlinge und Heimatvertriebene fanden eine neue Heimat. Die Errichtung einer Bundeswehrgarnison im Jahre 1958 gab für die weitere Aufwärtsentwicklung neue Impulse. Mit beträchtlichem Aufwand wurde in der Neuzeit eine moderne Infrastruktur geschaffen. Seit 1963 ist nach grundlegender Renovierung das Obere Schloss Sitz der Gemeindeverwaltung. Dem Bau der Donauhalle folgte 1965 die Schlossschule und zehn Jahre später das neue Schulgebäude der Reischach-Realschule.
1973 erfolgte die Kreisreform in Baden-Württemberg, bei der Immendingen vom Landkreis Donaueschingen zum Landkreis Tuttlingen kam.
Zusammen mit der Förderschule und inzwischen auch einer „Schule des Lebens“ verfügt die Gemeinde über ein kleines Bildungszentrum, das zum Ende des vergangenen Jahrhunderts eine wesentliche Erweiterung erfuhr. Weitere Maßstäbe setzte die Gemeinde mit der Ausweisung des Freizeitzentrums und dem Bau der Großsporthalle im Jahre 1985.

### Eingemeindungen
Im Zuge der Gemeindegebietsreform in Baden-Württemberg wurde am 1. Januar 1971 die bis dahin selbständige Gemeinde Zimmern eingemeindet. Am 1. Dezember 1971 erfolgte die Eingemeindung von Mauenheim. Hattingen, Hintschingen und Ippingen wurden am 1. Dezember 1974 eingemeindet.
| Wappen der eingemeindeten Gemeinden | Wappen der eingemeindeten Gemeinden | Wappen der eingemeindeten Gemeinden | Wappen der eingemeindeten Gemeinden | Wappen der eingemeindeten Gemeinden | Wappen der eingemeindeten Gemeinden |
| ----------------------------------- | ----------------------------------- | ----------------------------------- | ----------------------------------- | ----------------------------------- | ----------------------------------- |
| Hattingen                           | Hintschingen                        | Ippingen                            | Mauenheim                           | Zimmern                             | Bachzimmern                         |

## Politik

### Verwaltungsverband
Immendingen bildet mit der Nachbarstadt Geisingen den Gemeindeverwaltungsverband „Immendingen-Geisingen“ mit Sitz in Geisingen.

### Gemeinderat
In Immendingen wird der Gemeinderat nach dem Verfahren der unechten Teilortswahl gewählt. Dabei kann sich die Zahl der Gemeinderäte durch Überhangmandate verändern. Der Gemeinderat besteht aus den gewählten 18 ehrenamtlichen Gemeinderäten und dem Bürgermeister als Vorsitzendem. Der Bürgermeister ist im Gemeinderat stimmberechtigt.
Die Kommunalwahl am 9. Juni 2024 führte bei einer Wahlbeteiligung von 58,94 % (2019: 57,5 %) zu folgendem Endergebnis.
| Partei / Liste                         | Stimmenanteil    | Sitze | Vergleich              |
| -------------------------------------- | ---------------- | ----- | ---------------------- |
| CDU                                    | 73,03 %          | 13    | 2019: 69,0 %, 13 Sitze |
| Engagement für Immendingen (EFI)       | 21,92 %          | 4     | 2019: nicht kandidiert |
| Immendingen Mit Mehr Innovation (IMMI) | 5,05 %           | 1     | 2019: 5,4 %, 1 Sitz    |
| SPD                                    | nicht kandidiert |       | 2019: 25,6 %, 5 Sitze  |

### Bürgermeister
Am 18. April 2010 wurde Markus Hugger mit 85,9 % der Stimmen, bei einer Wahlbeteiligung von 60,6 %, zum Bürgermeister von Immendingen gewählt und 2018 für eine zweite Amtszeit bestätigt. Er löste Helmut Mahler ab, der nach 40 Jahren im Amt am 14. Juni 2010 seinen letzten Arbeitstag hatte. 2020 kandidierte Markus Hugger als Bürgermeister der Stadt Spaichingen und gewann die Wahl.
Am 12. Juli 2020 wurde Manuel Stärk mit 96,1 % der Stimmen, bei einer Wahlbeteiligung von 49,7 %, zum Bürgermeister gewählt.
Liste der Bürgermeister:
- 1831–1845: Ferdinand Sohm
- 1846–1859: Franz Heitzmann
- 1860–1867: Kaiser
- 1867–1870: Kaiser jun.
- 1871–1872: Louis Senn
- 1872–1884: Johann Nepomuk Neef
- 1884–1915: August Heitzmann
- 1915–1925: Arnold Goldschmied
- 1926–1933: Eduard Jäkle
- 1933–1934: Albert Freytag
- 1934–1938: Adolf Hirth
- 1938–1942: August Anthony
- 1942–1945: Friedrich Hauß
- 1945–1948: Max Binder
- 1949–1970: Eduard Jäkle (1897–1970)
- 1970 (3. Januar bis 15. Februar): Manfred Hollerbach
- 1970–2010: Helmut Mahler (1942–2022, CDU)[12]
- 2010–2020: Markus Hugger (* 1971, CDU)
- seit 2020: Manuel Stärk (CDU)[13]

### Wappen und Flagge
| Banner, Wappen und Hissflagge |  |
|                               |  |
|                               |  |

Blasonierung: „In geteiltem Schild oben in Silber (Weiß) einen wachsenden roten Löwen, unten von Blau und Silber (Weiß) dreimal geteilt.“
Wappenbegründung: Das 1900 verliehene Wappen ist abgeleitet vom Wappen der Freiherren von Wartenberg, welche im 15. Jahrhundert auch die Herren von Immendingen waren.
Flagge: Das Banner bzw. die Hissflagge ist blau-weiß längs- bzw. quergestreift mit dem aufgelegten Wappen oberhalb bzw. in der Mitte.

## Wirtschaft und Infrastruktur
Immendingen war von 1957 bis 2016 eine Garnisonsgemeinde und von 1996 bis 2016 ein binationaler Standort der Deutsch-Französischen Brigade.
Von 1996 bis 2011 war die Gemeinde Heimat des französischen 3e régiment de hussards – 3e RH (3. Husarenregiment).
Seit der Schließung der Garnison vollzieht die Gemeinde erfolgreich den Wandel zum Wirtschaftsstandort, mehrere Groß- und Mittelstandsbetriebe haben sich seitdem in Immendingen angesiedelt.

### Oberfeldwebel-Schreiber-Kaserne

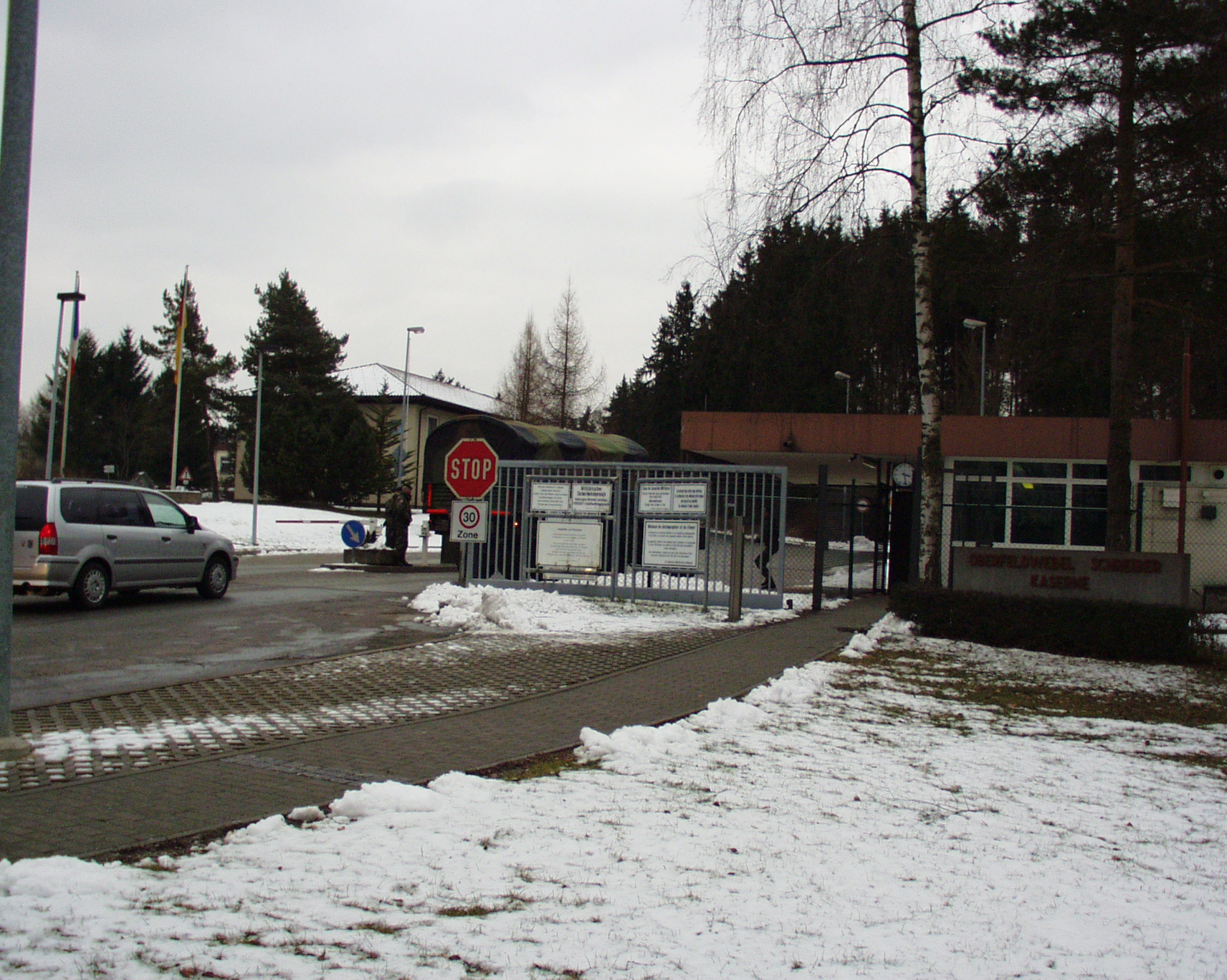
Hauptzufahrt der Oberfeldwebel-Schreiber-Kaserne

Seit Dezember 1958 bestand auf dem Talmannsberg die damals neu erbaute Kaserne, die seit dem 27. Mai 1967 zum Gedenken an den ehemaligen Ritterkreuzträger den Namen Oberfeldwebel-Schreiber-Kaserne trug. Über viele Jahre waren mehrfach umgegliederte Panzergrenadier- sowie Artillerieeinheiten und Dienststellen, das Verteidigungskreiskommando (VKK) 532 und nicht aktive, teils gekarderte Einheiten des Territorialheer stationiert. Im Oktober 1996 ist Immendingen mit dem Artilleriebataillon 295, der Panzerpionierkompanie 550 und dem 3. französischen Husarenregiment zu einem Standort der deutsch-französischen Brigade geworden. Aufgaben der Wehrverwaltung leistete das im Zentrum von Immendingen stationierte Bundeswehr-Dienstleistungszentrum (Früher: Standortverwaltung). Zu dessen Zuständigkeitsbereich gehörten neben Immendingen nunmehr auch die Standorte Donaueschingen, Müllheim, Efringen-Kirchen, Freiburg, Todtnau-Fahl, Appenweier, Pfullendorf, Ravensburg und Leutkirch-Urlau mit zeitweise über 7000 Soldaten und zivilen Angehörigen der Bundeswehr. Davon leisteten in der Oberfeldwebel-Schreiber-Kaserne beim Artilleriebataillon 295, der Panzerpionierkompanie 550 und dem französischen 3. Husarenregiment insgesamt 1600 Soldaten ihren Dienst.
Letzteres wurde 2011 nach Metz verlegt.
Im Zuge der Neuausrichtung der Bundeswehr von 2011 wurde die Kaserne im 3. Quartal 2016 geschlossen.

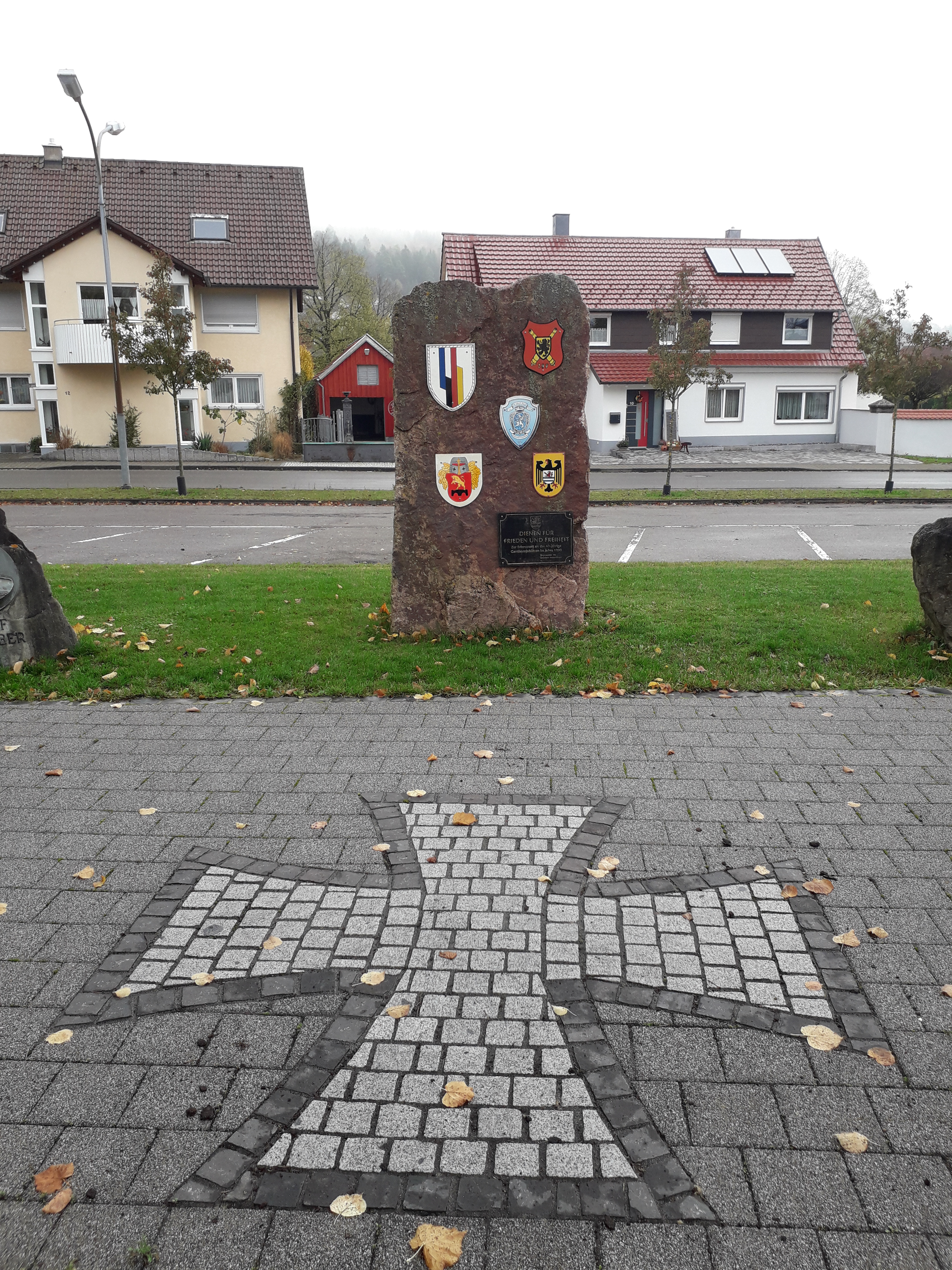
Gedenkstätte

Die Gemeinde Immendingen bewahrt das Andenken ihrer ehemaligen Garnison mit einer kleinen Parkanlage. Diese befindet sich zwischen dem oberen Schloss und der Bachzimmererstraße. Kernstück der Anlage ist der große Stein, der 1998 zum 40-jährigen Standortjubiläum von der Gemeinde gestiftet wurde. Er zeigt die zu diesem Zeitpunkt und teilweise bis zur Schließung in Immendingen stationierten Verbände.

### Daimler Prüf- und Technologiezentrum
Die Gemeinde hatte die Bundeswehr darum gebeten,
das 420 Hektar großen Gelände der Oberfeldwebel-Schreiber-Kaserne freizugeben, um dort eine Teststrecke der Daimler AG zu eröffnen. Die Bauarbeiten begannen im Februar 2015. 2018 wurde das Prüf- und Technologiezentrum mit 20 Teststrecken eröffnet. Daimler investierte rund 200 Millionen Euro. Laut Planung sollen rund 300 Mitarbeiter an der Erprobung von Assistenzsystemen, autonomen Fahrfunktionen und Elektrofahrzeugen arbeiten. Außerdem werden in Immendingen die weltweiten Fahrzeugerprobungen von Daimler gebündelt.

### Bioenergiedorf Mauenheim
Mauenheim, ein Ortsteil von Immendingen mit rund 400 Einwohnern und 148 Gebäuden, ist das erste Bioenergiedorf Baden-Württembergs (am Netz seit dem 1. November 2006) und nach Jühnde in Niedersachsen deutschlandweit das zweite. Die Biogasanlage und Hackschnitzelheizung wird durch eine Photovoltaikanlage ergänzt. Für die Finanzierung und den Betrieb des Projekts wurde eine Gesellschaft gegründet. Nach Berechnungen der Betreiber sollen durch das Projekt etwa 1900 t CO2 pro Jahr eingespart werden.

### Verkehr

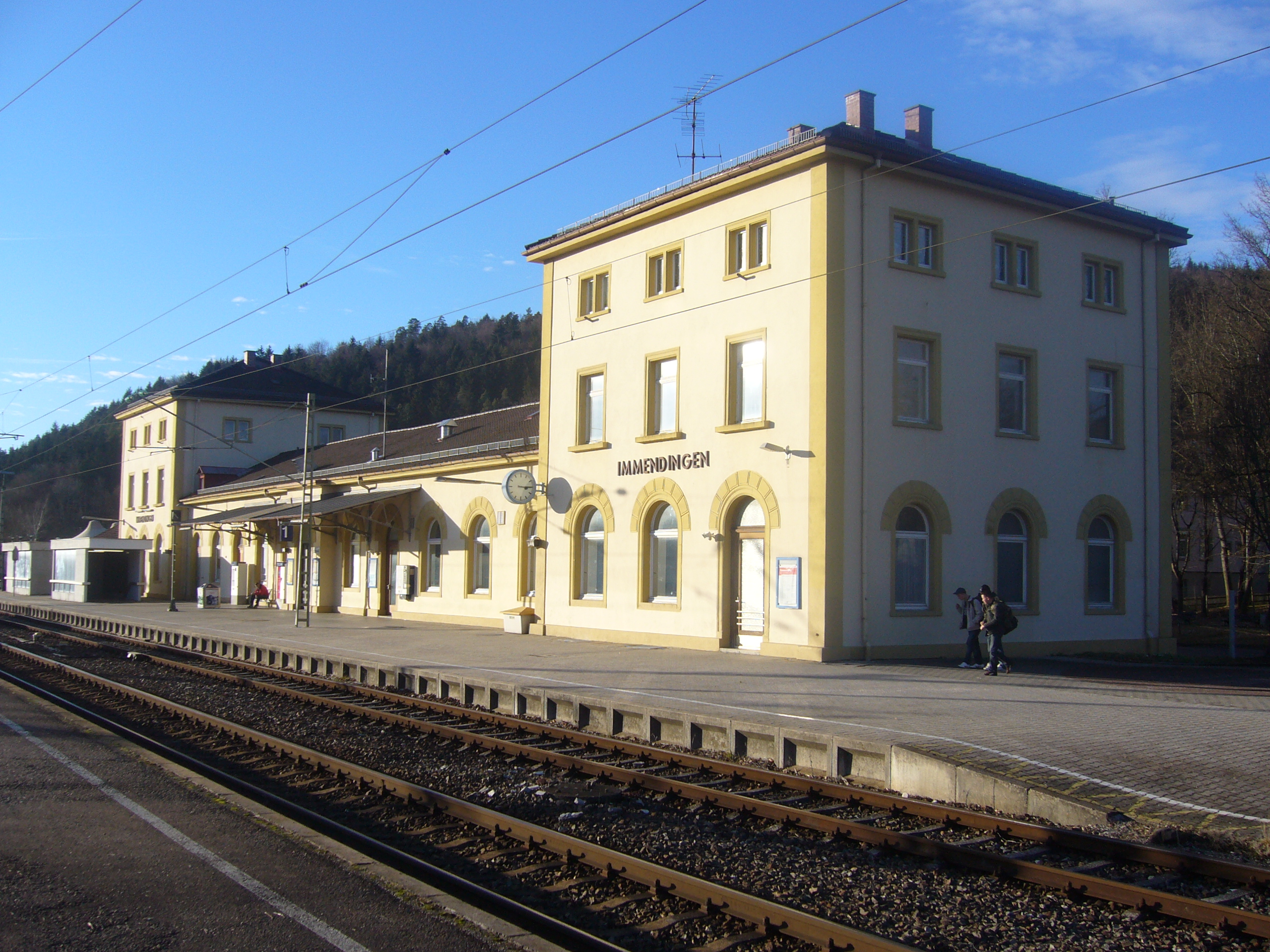
Der Bahnhof von Immendingen

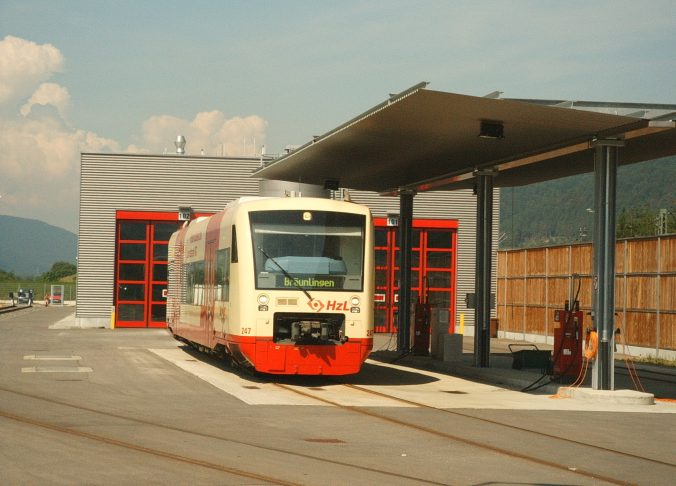
Das Ringzug-Bahnbetriebswerk der HZL in Immendingen

#### Bahnverkehr
Immendingen ist für seine Größe ein bedeutender Eisenbahnknoten, an dem drei Bahnlinien zusammenlaufen. Im Bahnhof Immendingen trifft die Schwarzwaldbahn von Offenburg nach Konstanz auf die Zweigstrecke nach Tuttlingen. Außerdem ist Immendingen Ausgangspunkt der Wutachtalbahn über Blumberg nach Waldshut, deren Abschnitt bis Blumberg seit 2004 als Teil des Ringzug-Konzepts wieder regelmäßig bedient wird. Neben dem Bahnhof Immendingen verfügt Immendingen außerdem über die Haltepunkte Immendingen Mitte und Immendingen Zimmern. Bis 1934 war Immendingen zudem Endpunkt der Bahnlinie von Stuttgart, seitdem fahren die Züge von Tuttlingen direkt über Hattingen nach Singen. Der Betriebsbahnhof Hattingen (Baden), an dem die Bahnstrecke Tuttlingen–Hattingen auf die Schwarzwaldbahn trifft, liegt ebenfalls auf Immendinger Gemarkung, so dass sich hier insgesamt drei in Betrieb befindliche Eisenbahnstrecken befinden, nämlich die Schwarzwaldbahn, die Bahnstrecke Tuttlingen–Immendingen und die Wutachtalbahn. Immendingen besitzt so für seine Größe eine recht gute Bahnanbindung. Züge der Schwarzwaldbahn halten hier stündlich in jeder Richtung.
Für den Betrieb des Ringzugs hat dessen Betreiber, die Hohenzollerische Landesbahn, in Immendingen ein Bahnbetriebswerk mit zahlreichen neuen Arbeitsplätzen errichtet in dem inzwischen auch die Seehäsle-Züge der Strecke Radolfzell-Stockach gewartet werden.

#### Radverkehr
Durch eine Alltagsroute aus dem Radnetz Baden-Württemberg ist Immendingen mit Tuttlingen und in der anderen Richtung über die Ortsteile Zimmern und Hintschingen und über Geisingen mit Donaueschingen verbunden.
Durch Immendingen verlaufen die folgenden Landes-Radfernwege: 
- Der Donauradweg[22] führt von Donaueschingen über Passau, Wien und Budapest und weiter bis zur Mündung in das Schwarze Meer.
- Der Schwäbische-Alb-Radweg führt über die ganze Schwäbische Alb vom Bodensee nach Donauwörth. Er verläuft über Aach und Engen kommend an der Donauversickerung bei Immendingen vorbei und weiter nach Tuttlingen.

#### Fernstraßen
Die Auffahrt der Bodenseeautobahn Bundesautobahn 81 befindet sich etwa drei Kilometer westlich von Immendingen.
Immendingen liegt an der Bundesstraße 311 und hat somit direkten Anschluss nach Ulm und Freiburg im Breisgau.

## Kultur und Sehenswürdigkeiten
Die Kommune ist dem Tourismusverband „Donaubergland“ angeschlossen.

### Bauwerke

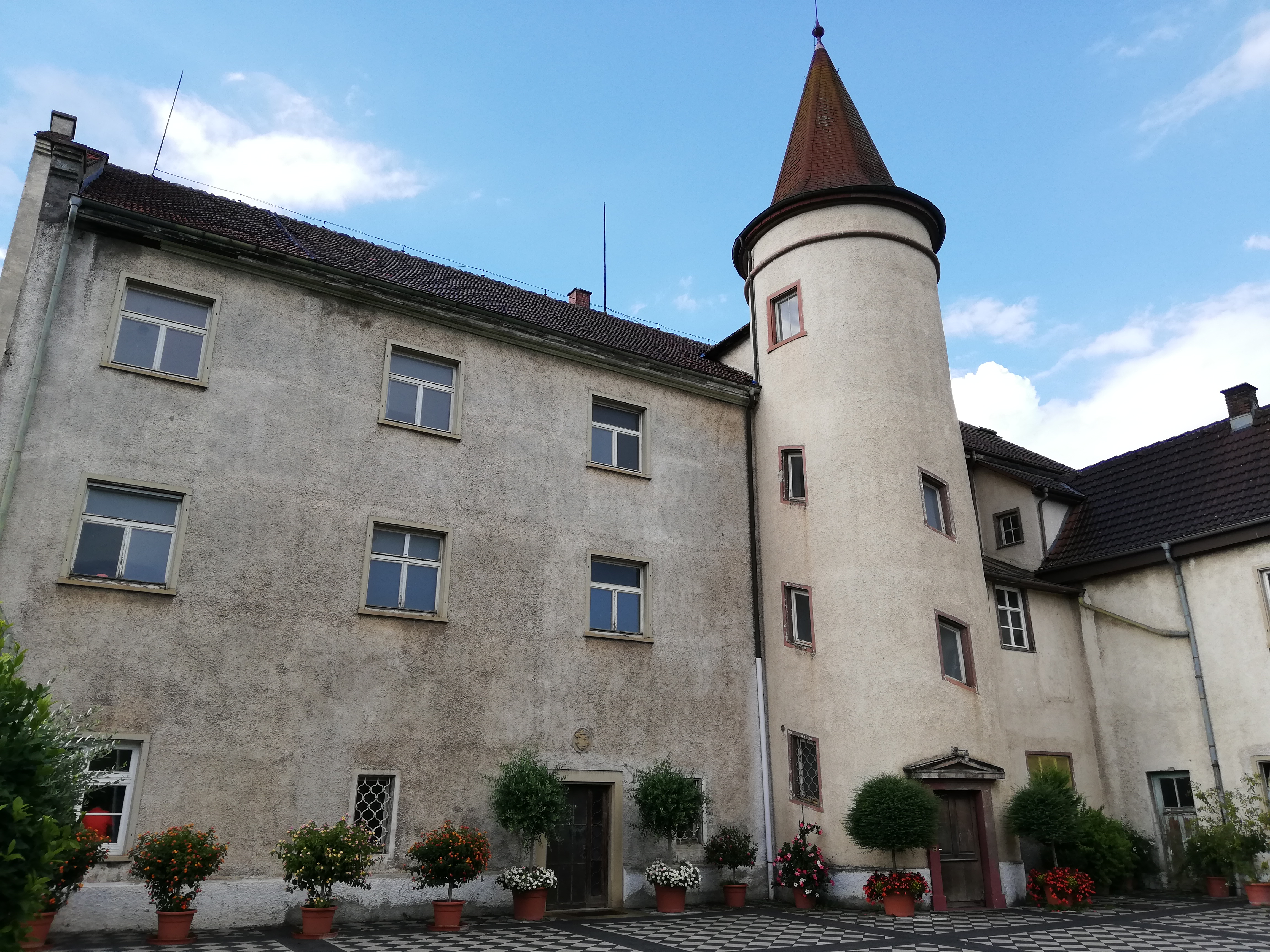

- Die römisch-katholische Pfarrkirche St. Peter und Paul hat eine mehr als sieben Jahrhunderte lange Baugeschichte.
- Die evangelische Versöhnungskirche (1966) ist ein moderner Bau, der typisch ist für die Kirchenarchitektur nach 1960.

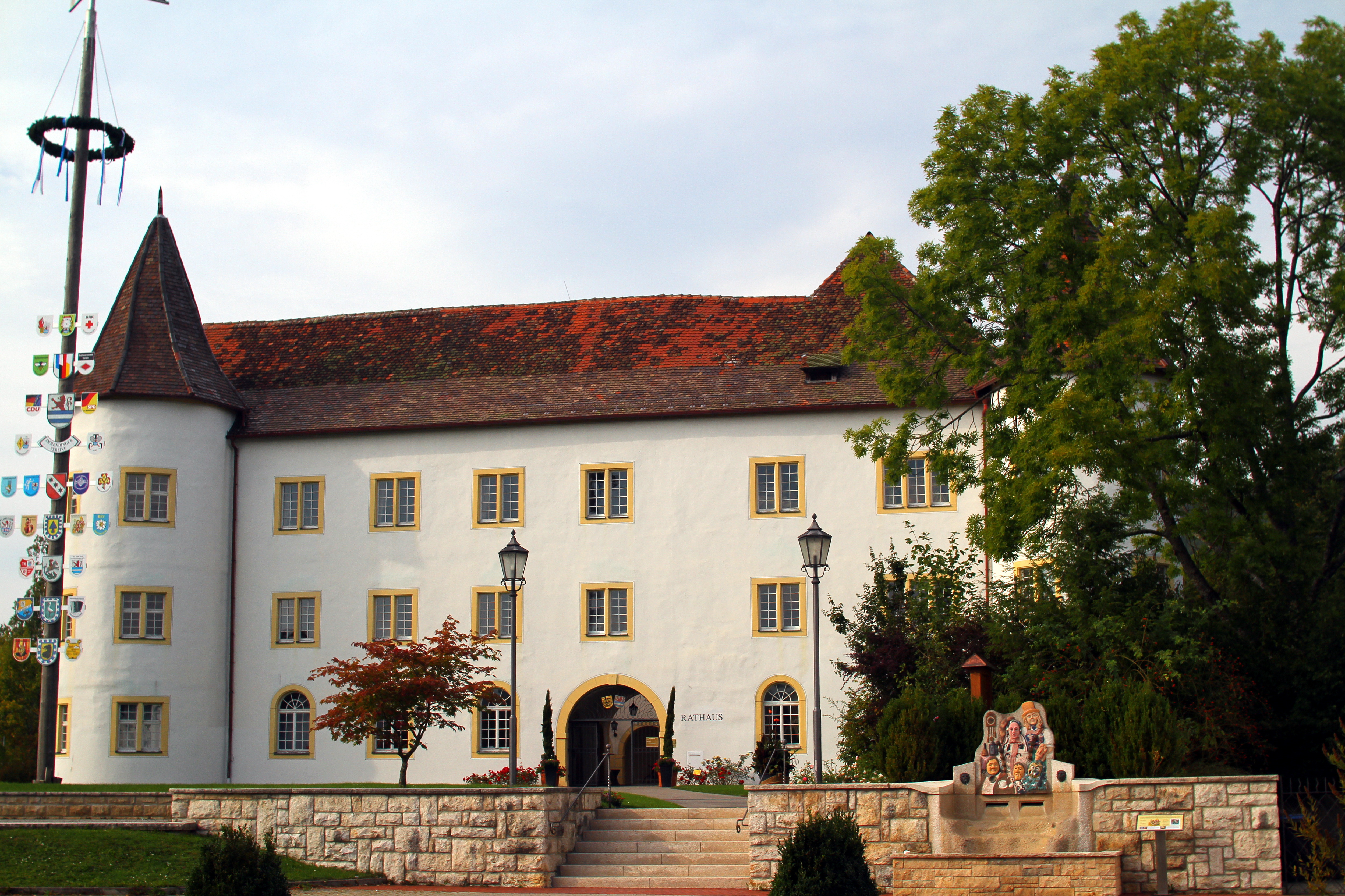

- Das Obere Schloss aus dem 12. Jahrhundert dient heute als Rathaus.[23]
- Das Untere Schloss  aus dem 13. Jahrhundert diente der ehemaligen „Immendinger Gießerei und Maschinenfabrik GmbH“ als Produktionsstätte. Seit 2009 ist es im Besitz der Gemeinde Immendingen. Die Sanierung des Schlosses unterstützt der INKGE-Verein (Natur-Kultur-Geschichte Immendingen e. V.).[24]
- Gedeckte Holzbrücke über die Donau bei Zimmern (frühes 21. Jh.)
- Bachzimmerer Tal (Kohlemeiler)
- Kloster Amtenhausen

### Naturdenkmale
- Donauversinkung
- Naturpark Obere Donau[25][26]

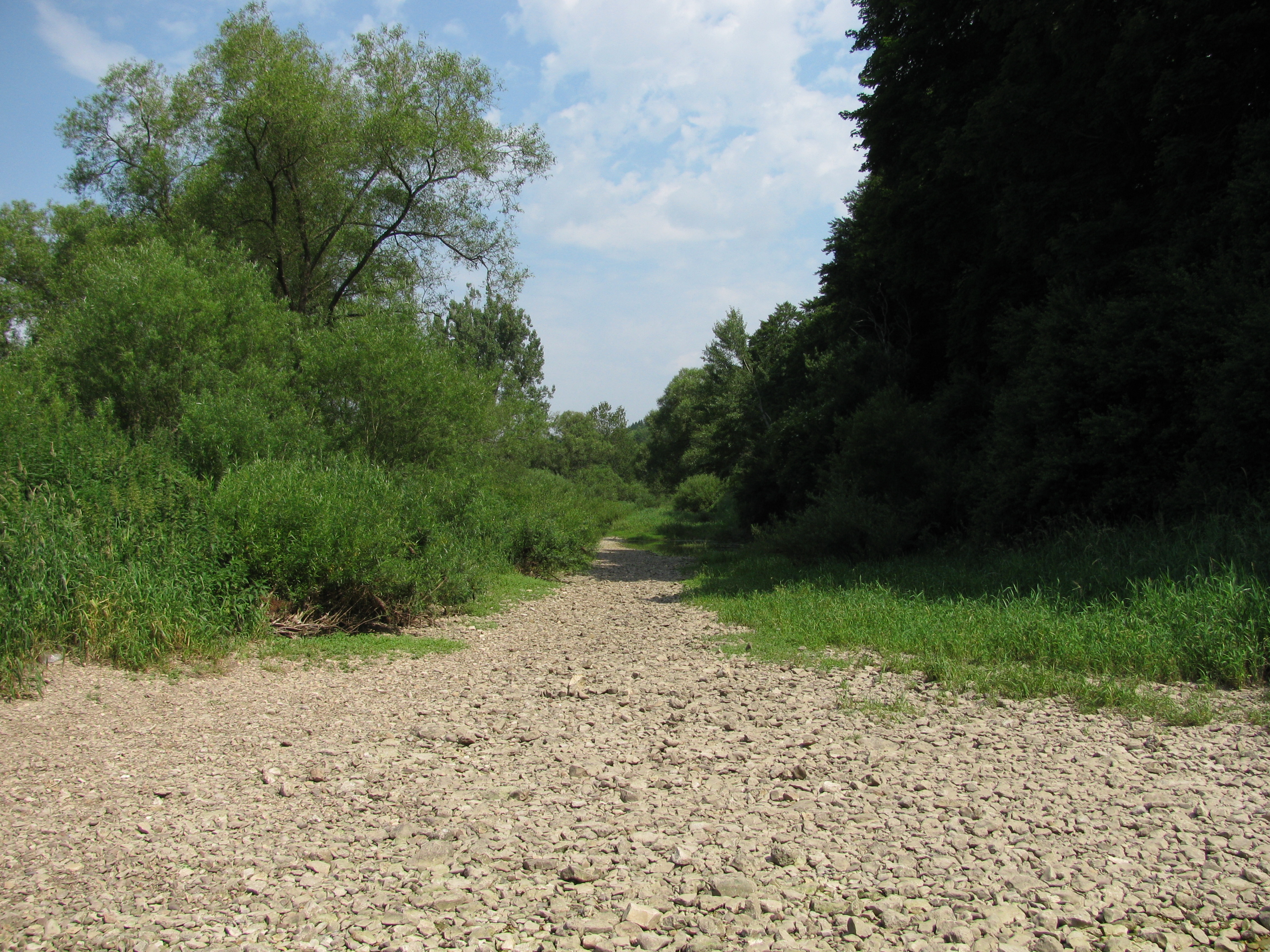
Donauversinkung: Im trockenen Donau-Flussbett

- FFH-Gebiet Nördliche Baaralb und Donau bei Immendingen (Immendingen, Hintschingen, Ippingen, Zimmern) und Hegaualb (Hattingen, Mauenheim, Hintschingen)[25]
- Vogelschutzgebiet Höwenegg (Immendingen) und Baar (Hintschingen, Zimmern)[25]
- Naturschutzgebiet Höwenegg (Immendingen), Schopfeln-Rehletal (Hattingen), Mühlebol-Wolfental (Hattingen), Stäudlin-Hornenberg (Zimmern), Albtrauf Baar (Hintschingen)[25]
- Landschaftsschutzgebiet Hegau (Mauenheim)[25]

### Regelmäßige Veranstaltungen
- Schlossfest Immendingen; alle zwei Jahre
- Weihnachtsmarkt des Bundes der Selbständigen
- Gewerbeausstellung des Bundes der Selbständigen; alle vier Jahre
- Fasnet, die Narrenzunft Strumpfkugler Immendingen 1905 e. V. ist Mitglied der Vereinigung Schwäbisch-Alemannischer Narrenzünfte (VSAN) und organisiert gemeinsam mit weiteren Narrenvereinen und Gruppen die Ortsfasnet.[27]
- Ende September wird die Herbstabschlussübung der Freiwilligen Feuerwehr Immendingen durchgeführt, hier zeigen die Feuerwehren der Gesamtgemeinde im Wechsel, zusammen oder separat, ihre Fähigkeiten der Öffentlichkeit.

## Persönlichkeiten

### Ehrenbürger
- Eduard Jäkle (1897–1970), Bürgermeister von 1926 bis 1933 und von 1949 bis 1970. Seiner Initiative ist es zu verdanken, dass Immendingen 1958 als eine der ersten Gemeinden in Südbaden Bundeswehrstandort wurde. 1968 wurde ihm das Bundesverdienstkreuz verliehen.
- Josef Keller (1910–2000), katholischer Theologe, Historiker, Linguist, Philologe und Heimatforscher. Weitere Fachkenntnisse hatte er als Paläontologe, Geologe und Botaniker. Er war von 1946 bis 1997 Seelsorger in Ippingen und wurde 1983 mit dem Bundesverdienstkreuz am Bande ausgezeichnet und zum Ehrenbürger von Immendingen ernannt.
- Helmut Mahler (1942–2022), mit 40 Dienstjahren war er der dienstälteste Bürgermeister in Baden-Württemberg. Aus diesem Grund wurde ihm im Juni 2010 durch die damalige Umweltministerin Tanja Gönner das Bundesverdienstkreuz verliehen. Bei einem Bürgerfest wurde Mahler die Ehrenbürgerwürde der Gemeinde verliehen. Er hatte sich viele Jahre erfolgreich für den Erhalt der Garnison am Standort Immendingen eingesetzt.[28]

### Persönlichkeiten
- Friedrich Josef Anton Roth von Schreckenstein (* 1753 in Eichstätt; † 1808 in Donaueschingen) Freiherr und Heimatforscher.

### Söhne und Töchter der Gemeinde
- Jakob Rudolph Streit von Immendingen (* 1603 in Immendingen; † 1690), Vogt der Herrschaft Eberstein, Obervogt in Gernsbach[29]
- Johann Baptist Häring (* 1716 in Immendingen; † 1790 in Freiburg im Breisgau), Baumeister der Barock
- Honorius Roth von Schreckenstein (* 1726 in Immendingen; † 1785), Fürstabt im Fürststift Kempten (1760–1785)
- Honorius Grieninger (* 1741 in Immendingen; † 1809 in Irsee/Kaufbeuren) letzter Abt des Klosters Irsee. Ein Porträt befindet sich im Heimatmuseum Immendingen.
- Mathias Aberle (* 20. Februar 1784 in Immendingen; † 5. März 1847 in Salzburg), österreichischer Mediziner
- Ludwig Roth von Schreckenstein (* 1789 in Immendingen; † 1858), preußischer Kriegsminister und General der Kavallerie
- Otto von Steinbeis (* 1839 in Bachzimmern (heute zu Immendingen); † 1920), Unternehmer
- Karl Friedrich Probst (* 25. Oktober 1898 in Immendingen; † 12. April 1966 in Bohlingen), Germanist und Schulbuchautor
- Kurt Matt (* 9. August 1921 in Immendingen; † 18. Oktober 1970 in Immendingen), Politiker (SPD)
- Stefan Fuchs (* 1963 in Immendingen), Cellist

#### Weitere historische Personen
- Oberdeutsche Personendatenbank: Historische Personen aus Immendingen

### Persönlichkeiten, die vor Ort gewirkt haben

#### Adelsfamilien
- Herren von Immendingen, Edle, sie stellten auch Pröpste, Äbte, Mönche; namentlich bekannt ist Immo von Immendingen (lat. Immonis de Immindingen) als Zeuge in einer Urkunde des Klosters Allerheiligen zu Schaffhausen aus dem Jahr 1101.
- Herren von Allmendshofen, ca. 1370–1531
- Streit von Immendingen, ca. 1490, Freiherren aus Hagenau, die ursprünglich Panheim hieß und den Namen Immendingen annahm.
- von Knöringen
- von Fulach, ca. 1579–1596/1602
- Familie Egloff von Zell, um 1602
- Herren von Schreckenstein, 1672–1807
- Herren von Reischach, 1807–1834